# Paracallia bonaldoi
Paracallia bonaldoi là một loài bọ cánh cứng trong họ Cerambycidae.